# Scheuren (Unkel)

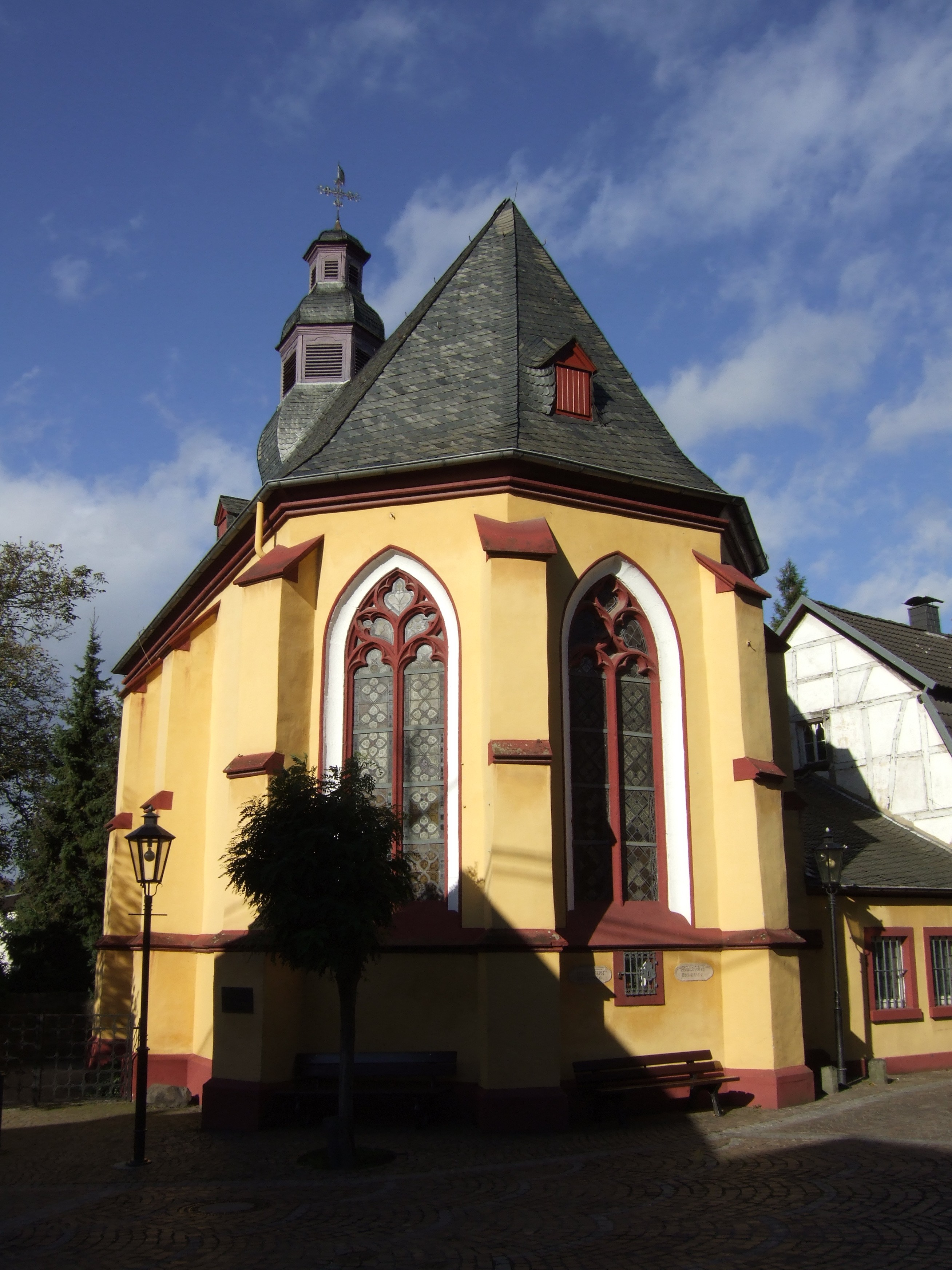
Scheurener Kapelle, auch „Scheurener Dom“

Scheuren (lat. Scuren: Beil) ist ein Stadtteil von Unkel im rheinland-pfälzischen Landkreis Neuwied. Mit etwa 2000 Einwohnern ist Scheuren der zweitgrößte und flächenmäßig größte Stadtteil.

## Geographie

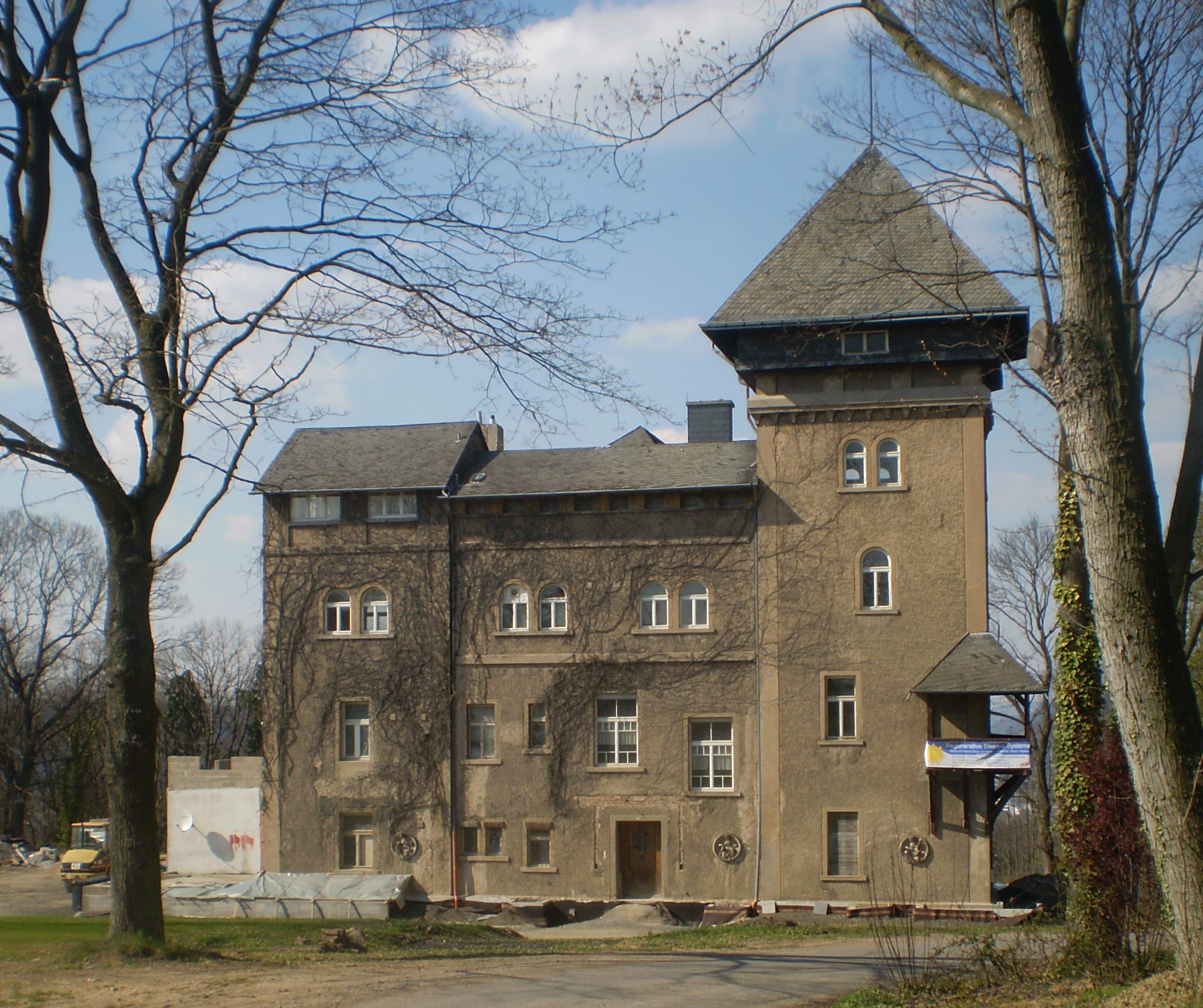
Herrenhaus am Hof Hohenunkel

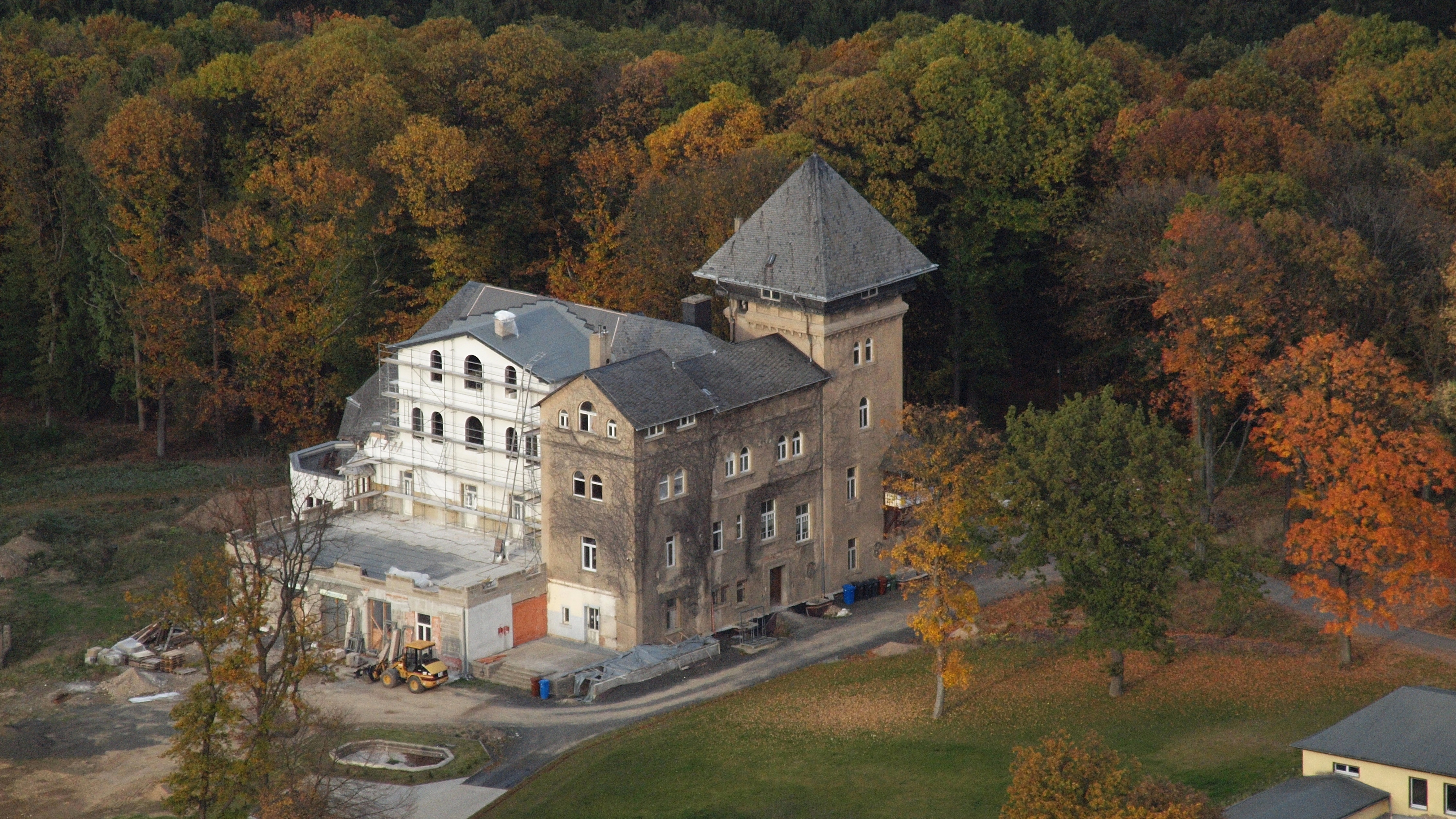
Herrenhaus des Hofs Hohenunkel von Süden aus gesehen

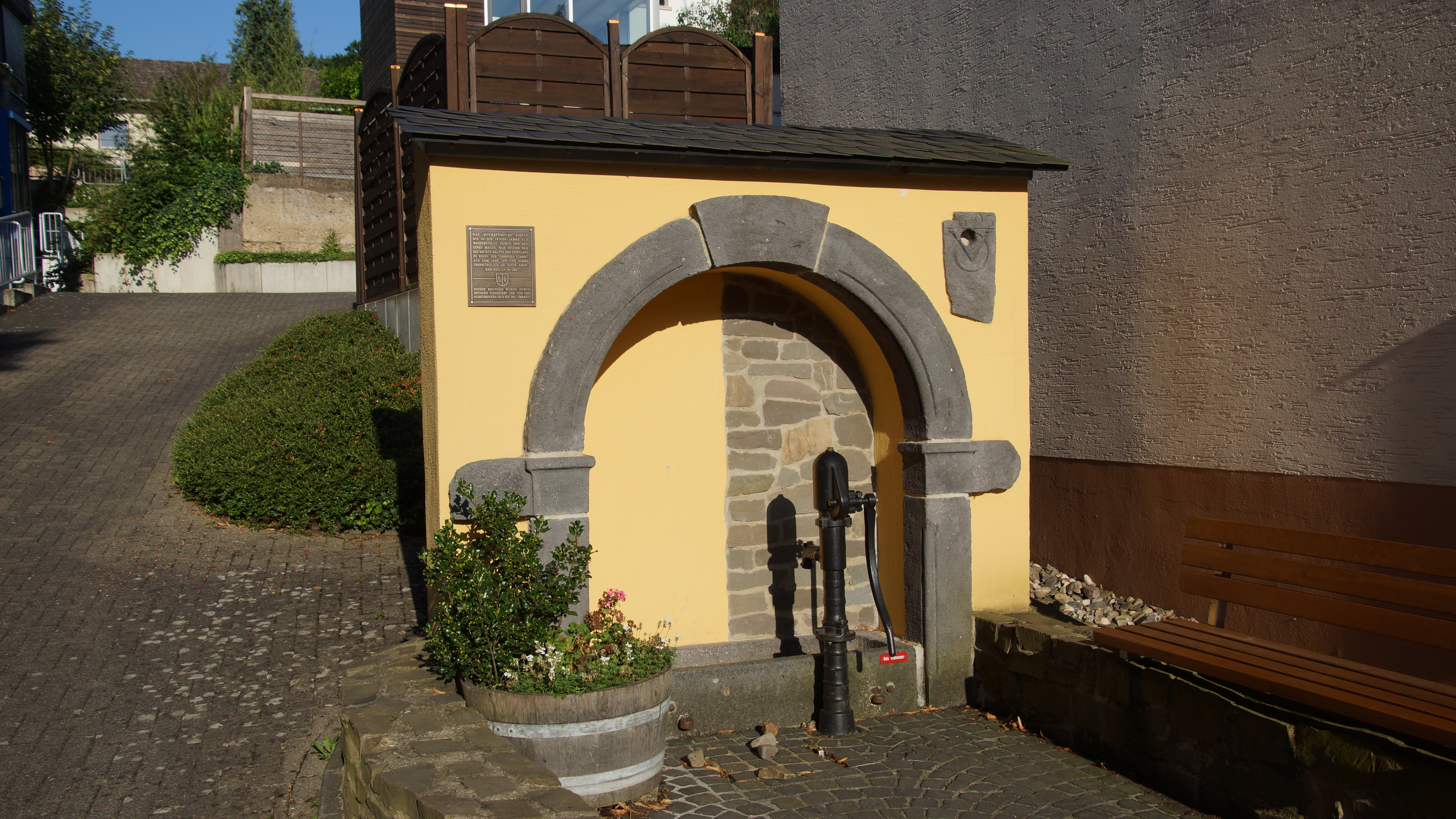
Muckepömpche

Scheuren liegt nordöstlich und oberhalb der Unkeler Altstadt auf etwa 65 m ü. NHN. Die Gemarkung des Stadtteils erstreckt sich von den nördlichen Teilen des Unkeler Rheinufers über die Rechte Rheinstrecke und die Bundesstraße 42 bis zum 190 m ü. NHN hohen Plateau auf der sogenannten Bruchhauser Heide und zu den Waldgebieten nördlich von Bruchhausen. Nach Norden ergibt sich an der Hauptstraße ein fast fließender Übergang nach Rheinbreitbach. Die südöstlichen Ausläufer der Wohnbebauung von Scheuren steigen an zum 180 m ü. NHN hohen Leidenberg. Im Nordosten reicht die Gemarkung bis ans Tal des durch sie verlaufenden Breitbachs heran.
An der Bruchhausener Heide liegen die Höfe Hohenunkel (seit 1906) und Gut Haanhof (seit 1837), letzteres Standort einer Siedlung von Wochenendhäusern.

## Geschichte
Scheuren war lange Zeit sehr dünn besiedelt. Seit 1816 bildete Scheuren eine Gemeinde im Kreis Linz (ab 1822 Kreis Neuwied), die von der Bürgermeisterei Unkel verwaltet wurde. Sie hatte eine Fläche von 244 Hektar. Im Jahre 1843 wurde Scheuren als Dorf bezeichnet und zählte 285 Einwohner. Im Jahre 1885 hatte die Gemeinde Scheuren 280 Einwohner mit den Wohnplätzen Haanhof (8 Einwohner) und Schmelze (2 Einwohner), letztere an der nördlichen Gemarkungsgrenze gelegen und teilweise zu Rheinbreitbach gehörend. 1905 wurde die bis dahin eigenständige Gemeinde in die Stadt Unkel eingemeindet.
Scheuren besteht zum größten Teil aus Neubaugebieten, welche überwiegend innerhalb der zweiten Hälfte des 20. Jahrhunderts ausgewiesen und erschlossen wurden. Früher wurden diese Gebiete vor allem als Anbaufläche für Wein und andere agrarwirtschaftlichen Produkte genutzt. Es diente als Hauptanbaugebiet für die Unkeler Obst- und Weinbauer, jedoch sank mit der Zeit der Bedarf an den Agrarprodukten aus der Region. Der sich durch die Mechanisierung und Konzentration stark entwickelnde Konkurrenzmarkt erschwerte den Unkeler Kleinwinzern und -bauern die Existenz, sodass viele ihren Beruf wechselten und die Agrarflächen schließlich brach lagen. So kam es dann im Laufe der Zeit zu der Umnutzung der Gebiete zu Wohnflächen. Heute ist Scheuren ein nahezu reines Wohnviertel mit einem Kindergarten, einem Altenheim, einer Kapelle sowie einem Gasthof.
Um 1980–1985 befand sich in Scheuren die Kanzlei der Botschaft des Tschad in der Bundesrepublik Deutschland am Regierungssitz Bonn (→ Eintrag in Botschaftsliste).

## Veranstaltungen

### Historisches Domfest Scheuren
Das Scheurener Domfest fand jedes Jahr am zweiten Wochenende im Mai statt. Hier ließen sich Ritterkämpfe, Gaukler, Musikanten und vieles mehr beobachten. Durch das Domfest wurde Scheuren auch überregional bekannt. Allerdings wurde die Veranstaltung im Jahr 2011 zum letzten Mal ausgerichtet.

### Scheurener Kirmes
Der Bürgerverein veranstaltet zusammen mit dem Junggesellenverein die jährliche Kirmes in Scheuren jeweils am ersten Juli-Wochenende.

## Sehenswürdigkeiten

### Scheurener Kapelle
Die Scheurener Kapelle St. Joseph wurde erstmals 1552 urkundlich erwähnt, vermutlich aber schon um 1500 erbaut und fiel bereits 1583 dem truchsessischen Krieg zum Opfer. 1683 wurde sie wieder errichtet unter dem damaligen Vikar Gottfried Eschenbrender (1645–1723). Im Innern beherbergt die Kapelle einen wuchtigen Barockaltar vom Ende des 17. Jahrhunderts. Entsprechend dem Patrozinium zeigt er die Heimsuchung Mariens (1. Sonntag im Juli = Kirmes). Die Kapelle ist nicht nur geistliches Zentrum des Ortes, sondern stellt auch zugleich den geografischen Mittelpunkt des alten Ortskerns dar. Während der US-amerikanischen Besatzung zum Ende des Zweiten Weltkrieges wurden Frauen und Kinder von der Besatzungsmacht in der Kapelle festgehalten. Während dieser unheilvollen Tage legte man das Gelübde ab – sollte man lebend herauskommen –, ein Kreuz zu stiften, das sich heute an der Außenseite der Kapelle befindet. In dieser schwierigen Zeit stand den Scheurenern der Unkeler Vikar und Redemptoristenpater Wilhelm Lueger (1911–1971) zur Seite, der auch den Begriff „Scheurener Dom“ prägte. Bis zum heutigen Tag hat sich die Tradition des „Beierns“ mit den beiden kleinen Glocken hier erhalten.
- Orgel

Zur Begleitung der regelmäßigen Gottesdienste steht den Scheurenern seit 1986 ein Pedalpositiv (Serienpositiv) aus der Werkstatt des Kevelaerer Orgelbauers Romanus Seifert zur Verfügung. Es entstammt dem ehemaligen Bad Honnefer St.-Anno-Kloster und wurde bei dessen Schließung auf Bestreben des damaligen Pfarrers Bruno Wegener in der Kapelle aufgestellt. Das einmanualige Instrument besitzt 6 Register.
- Glocken

Im Jahre 1950 erhielt die Kapelle zwei Bronzeglocken von der Glockengießerei Otto aus Bremen-Hemelingen. Sie sind dem heiligen Josef und der Gottesmutter geweiht. Die Schlagtonfolge lautet a2 und h2.

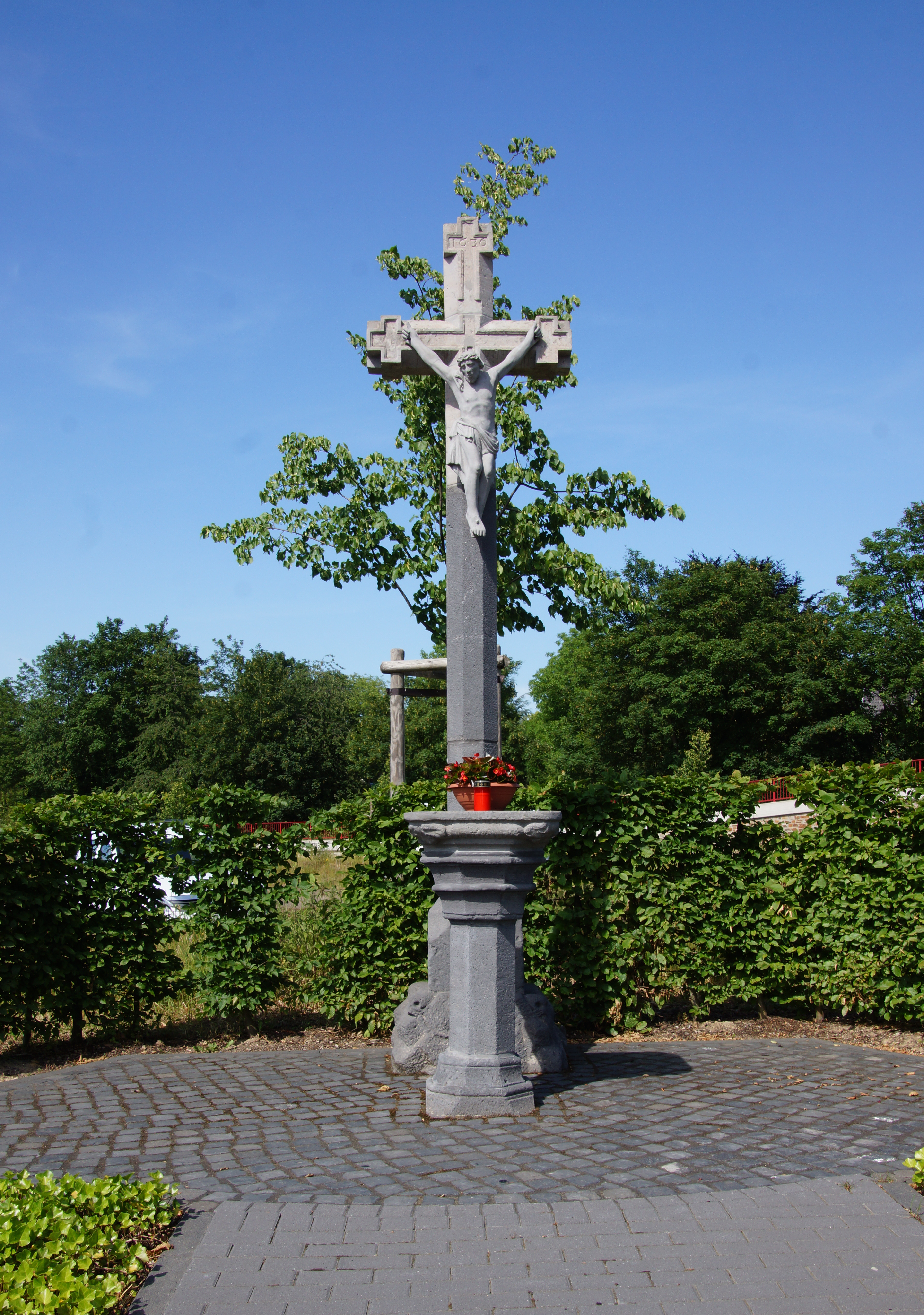
Schröterkreuz

### Schröterkreuz
Das Schröterkreuz steht in Unkel-Scheuren an der Ecke Am Schröter Kreuz und Scheurener Straße. Die Weintransporteure wurden als Schröter bezeichnet.  Diese errichteten das Kreuz aus Dankbarkeit. Der Anlass dazu war 1636 ein Unglück bei einem Weintransport, bei dem es keinen Personenschaden gab.
Das Barockkreuz ist aus heimischem Basalt gefertigt und rund vier Meter hoch, der viereckige Sockel hat an jeder Ecke einen Totenkopf, der Christuskörper ist ebenfalls aus Basalt gefertigt. Vor dem Kreuz ist ein Opfertisch und daneben eine Raste (steinerne Sitzbank) aus dem Jahr 1739.

### Mittelalterlicher Ortskern
→ Siehe Liste der Kulturdenkmäler in Unkel